# 鶴光の代打逆転サヨナラ満塁ホームラン 花とおじさん
『鶴光の代打逆転サヨナラ満塁ホームラン 花とおじさん』（つるこのだいだぎゃくてんサヨナラまんるいホームラン はなとおじさん）は、1985年10月7日から1986年4月4日までニッポン放送他NRN各局で放送されていた、ナイターオフ限定のラジオ帯番組。
放送時間は月曜から金曜の20:00 - 20:30。

## 概要
土曜日深夜に放送されていた『笑福亭鶴光のオールナイトニッポン』が1985年10月5日深夜の放送を以って終了した後、笑福亭鶴光が同じニッポン放送で引き続き、平日20:00の枠に移ってメインパーソナリティを務めた番組である。
鶴光のパートナーとして、日替わりで長山洋子、富田靖子、井森美幸、芳本美代子、浅香唯の5人の当時のアイドルが「花」としてレギュラー出演していた。なお、この5人は「誰が何曜日の担当」とは決まっておらず、各人のスケジュールの都合で変動はあったが週1回必ず出演をしていたと当時の雑誌では紹介されていた。しかし実質的には「月曜：富田、火曜：長山、水曜：芳本、木曜：浅香、金曜：井森」と出演曜日がほぼ固定されていた。これは、この番組が録音番組であったことも影響していたと思われる。
番組では毎日テーマを決めてそれに沿ったはがきを募集、採用者には「お小遣い」として5,000円または番組特製「花とおじさんバッグ」が贈られていた。
また番組後半には、森中千香良ら当時のニッポン放送ショウアップナイターの解説者が「8時20分の男」「野球のおじさん」として出演し、プロ野球ストーブリーグ（オフシーズン）の情報を伝えていた。

## ネット局
特記の無い限り、放送時間はいずれも月〜金 20:00 - 20:30で、同時ネット。
- STVラジオ
- 西日本放送
- KBCラジオ
- 山陰放送：火〜金 21:00 - 21:30[注釈 2]